# Valerio Agnoli
Valerio Agnoli (Alatri, 6 gennaio 1985) è un ex ciclista su strada italiano, professionista dal 2005 al 2019.

## Carriera
Dopo aver brillato con oltre 200 vittorie nelle categorie giovanili nella Polisportiva Fiuggi-Mobili Stazi, giunge tra gli Juniores nel 2002 con il G.S. Borgonuovo Milior Fiuggi, affiliazione laziale di una squadra giovanile toscana, il G.S. Borgonuovo Milior di Prato. Nei due anni da Junior vince dodici corse, tra cui la classifica finale del Giro della Lunigiana, e con la Nazionale partecipa alla prova in linea dei campionati del mondo 2003 di categoria, piazzandosi undicesimo; nello stesso anno è anche insignito dell'Oscar TuttoBici per la categoria Juniores.
Nel 2004, appena diciannovenne, viene messo sotto contratto direttamente come professionista dalla Domina Vacanze di Vincenzo Santoni, ma a causa dei regolamenti federali deve aggregarsi alla formazione dilettanti Domina Vacanze-Pedale Fermano, con cui ottiene alcuni piazzamenti nonostante un infortunio alla spalla. Debutta da prof nel settembre 2004 alla Coppa Placci. Nel 2005 ottiene la prima vittoria da professionista, facendo sua una tappa al Tour of Qinghai Lake in Cina; rimane con il team di Santoni fino al 2007. Dal 2008 al 2012 veste la divisa della Liquigas, formazione ProTour. Al Giro d'Italia 2010 vince la cronometro a squadre e veste la maglia bianca di miglior giovane per tre giorni, mentre alla Vuelta a España 2011 conclude terzo nella tappa di Cordova.
Dal 2013 al 2016 gareggia per la formazione kazaka Astana, svolgendo perlopiù ruoli di gregariato per Vincenzo Nibali; si classifica comunque secondo al Tour de Langkawi 2015. Per il 2017 viene ingaggiato dalla neonata Bahrain-Merida, seguendo l'amico Vincenzo Nibali. Rimane alla Bahrain fino a fine 2019, termine di scadenza del contratto triennale con la squadra.

## Palmarès
- 2003 (Juniores)

Toscanello d'Oro - Pontassieve
Campionato Regionale Lazio
Trofeo Roberto Mastrosanti
Classifica generale Giro della Lunigiana
- 2005 (Naturino-Sapore di Mare, una vittoria)

8ª tappa Tour of Qinghai Lake (Xunhua > Xining)

### Altri successi
- 2008 (Liquigas)

1ª tappa Vuelta a España (Granada, cronosquadre)
- 2010 (Liquigas - Doimo)

4ª tappa Giro d'Italia (Savigliano > Cuneo, cronosquadre)
- 2016 (Astana Pro Team)

1ª tappa Giro del Trentino (Riva > Torbole, cronosquadre)

## Piazzamenti

### Grandi Giri
- Giro d'Italia

2009: 58º
2010: 32º
2011: 83º
2012: 57º
2013: 39º
2014: 71º
2016: non partito (12ª tappa)
2017: 110º
2019: 93º
- Vuelta a España

2008: 110º
2011: 104º
2017: 79º

### Classiche monumento
- Milano-Sanremo

2005: 112º
2006: 125º
2010: 148º
2011: 69º
2012: 73º
2016: 97º
- Liegi-Bastogne-Liegi

2008: 126º
2009: 90º
2010: 81º
2011: ritirato
- Giro di Lombardia

2005: 90º
2008: 71º
2009: 102º
2010: ritirato
2013: ritirato
2015: ritirato

### Competizioni mondiali
- Campionati del mondo

Hamilton 2003 - In linea Juniores: 11º

## Riconoscimenti
- Oscar TuttoBici: 2001 (Allievi), 2003 (Juniores)